# 343. pehotni polk (Italija)
343. pehotni polk Forli (italijansko 343º Reggimento fanteria) je bil pehotni polk Kraljeve italijanske kopenske vojske.

## Zgodovina
Med drugo svetovno vojno je bil polk nastanjen v Kalabriji in Albaniji.